# پاوان مالهوترا
پاوان مالهوترا (به انگلیسی: Pavan Malhotra) (زاده ۲ ژوئیه ۱۹۵۸) بازیگر هندی است.
از فیلم‌های معروف او می‌توان به بازی در فیلم شهر لذت اشاره کرد.

## فیلم‌شناسی
فهرست برخی از فیلم‌هایی که پاوان مالهوترا در آنها به ایفای نقش پرداخته‌است:
- شهر لذت
- وقتی همدیگر را دیدیم
- دوقلوها ۲
- رستم
- کمپانی بدها
- مبارک
- روزی روزگاری جادوگری بود
- اسم من آنتونی گونسالوز است
- سوپر سینگ
- بزن قدش
- شجاعت
- با من دوست میشی
- اوه خدای من ۲
- مأموریت رانیگانج
- ۷۲ حوری